# Fessenheim
Fessenheim je francouzská obec v departmentu Haut-Rhin v regionu Grand Est. Leží asi 23 kilometrů severovýchodně od města Mylhúzy. V obci žije přibližně 2 300 obyvatel.

## Jaderná elektrárna

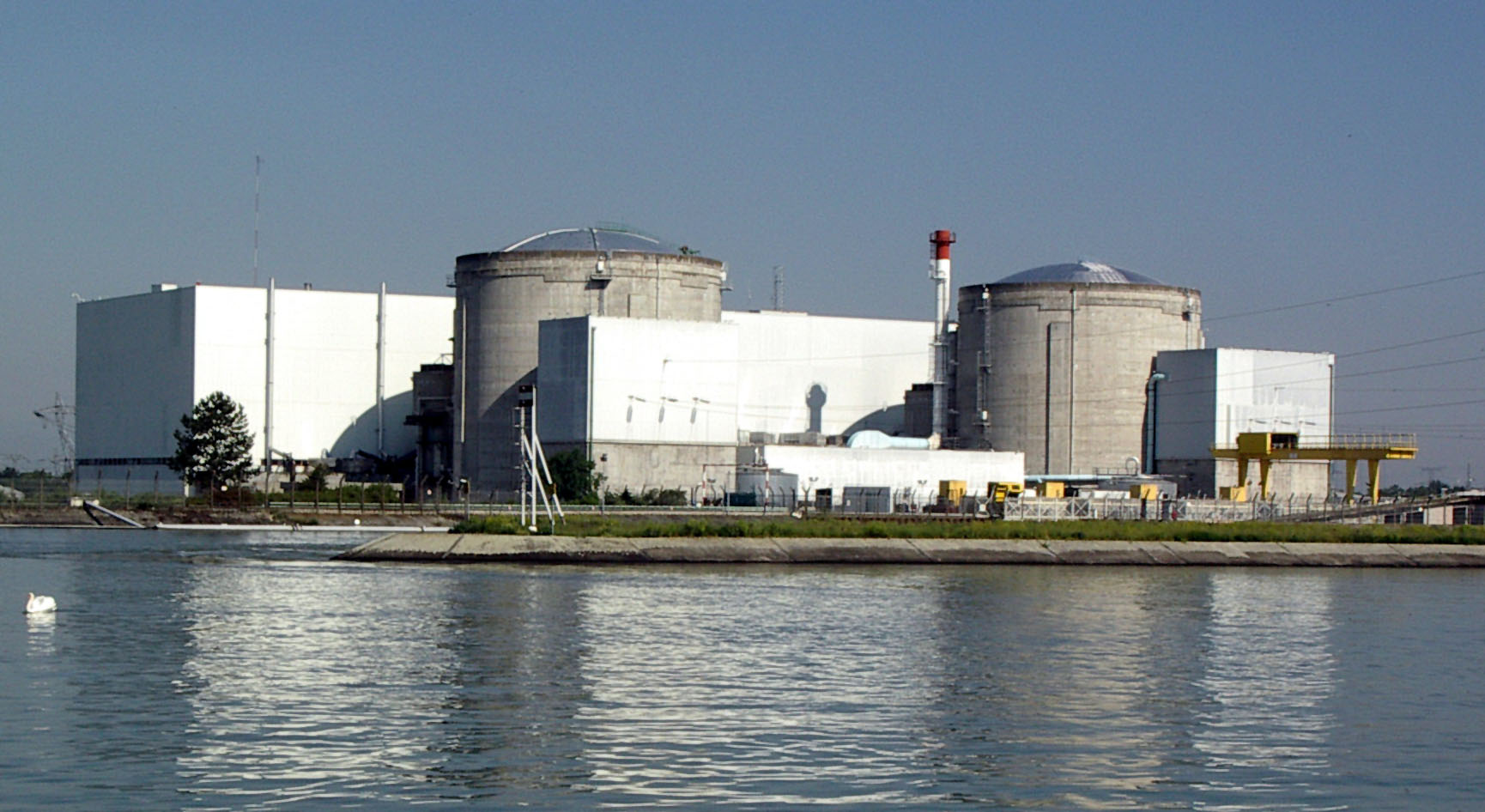
Jaderná elektrárna Fessenheim

Nedaleko obce jsou v provozu dvě elektrárny – jaderná a vodní. Jaderná elektrárna Fessenheim je nejstarší dosud pracující jadernou elektrárnou ve Francii, již od roku 1977. Zároveň je to jediná elektrárna v Alsasku. Vzhledem k blízkosti především švýcarských hranic je v poslední době předmětem sporů, ovšem přesto bylo rozhodnuto o pokračování provozu. Během svého provozu již elektrárna vyprodukovala více než 320 tisíc GWh elektrické energie. Elektrárna disponuje dvěma reaktory o výkonu 890 MW. Jedná se o typ REP (réacteurs nucléaires à eau pressurisée) tedy tlakovodní reaktor, ekvivalent temelínských VVER. Vyrobeny byly specializovanou francouzskou firmou Framatome, dnes součástí energetického gigantu Areva. Díky blízkosti Velkého alsaského kanálu, který má dostatečný průtok, nepotřebuje elektrárna chladicí věže.

## Partnerská města
- Hartheim am Rhein, Bádensko-Württembersko, Německo, 1993
- Schœlcher, Martinik, Francie, 1980